# Боярышник туркестанский
Боярышник туркестанский (лат. Crataegus turkestanica) — кустарник или небольшое дерево, вид рода Боярышник (Crataegus) семейства Розовые (Rosaceae).

## Распространение и экология
В природе ареал вида охватывает Копетдаг, Памиро-Алай, Тянь-Шань, Афганистан и Иран.
Произрастает на каменистых и мелкоземистых склонах, осыпях, среди скал, на обнажениях гипсоносных глин, по берегам рек и ручьев в облепихово-джидовых и других зарослях, в алчево-яблоневых, ореховых, и кленовых лесах, реже в арчевниках, среди кустарниковых зарослей (особенно в нижней части ареала), в каркасниках, иногда одиночными деревьями среди травянистой растительности, от останцовых горок и предгорий до среднего пояса гор. 

## Ботаническое описание
Ветви буровато-серые; побеги голые или слегка волосистые, тонкие, красно-бурые. Колючки отсутствуют или, реже, немногочисленные, тонкие, длиной 12—15 мм.
Листья ярко-зелёные, с нижней стороны лишь немного светлее, на волосистых черешках, немного более коротких или равных листьям. На коротких побегах листья с клиновидным, нередко широким основанием, длиной 10—30 мм, шириной 7—30 мм, нижние трёхраздельные, верхние — длиной до 3,5 см, пятираздельные. На стерильных побегах листья гораздо крупнее, длиной и шириной до 5 см, пяти или семираздельные, с надрезанными лопастями, нередко более широкими, чем у листьев коротких побегов, и со срезанным основанием.
Соцветия 12—15-цветковые, нередко с слегка волосистыми осями и цветоножками. Цветки диаметром 16—18 мм; чашелистики узколанцетные, доходящие до середины гипантия; тычинок 18—20; столбик 1, прямой или согнутый.
Плоды широко-эллипсоидальные, длиной 11—13 мм, шириной 9—11 мм, тёмно-красные, с 1 косточкой.
Цветение в июне. Плодоношение с сентября.

## Таксономия
Вид Боярышник туркестанский входит в род Боярышник (Crataegus) трибы Pyreae подсемейства Спирейные (Spiraeoideae) семейства Розовые (Rosaceae) порядка Розоцветные (Rosales).
|  |                                      |  |                                                              |                                                              |                   |  | ещё 8 семейств (согласно Системе APG III) | ещё 8 семейств (согласно Системе APG III)    |                                              |  |  |  | ещё 7 триб (согласно Системе APG III)         | ещё 7 триб (согласно Системе APG III)         |  |  |  |  | ещё от 200 до 300 видов | ещё от 200 до 300 видов |
|  |                                      |  |                                                              |                                                              |                   |  | ещё 8 семейств (согласно Системе APG III) | ещё 8 семейств (согласно Системе APG III)    |                                              |  |  |  | ещё 7 триб (согласно Системе APG III)         | ещё 7 триб (согласно Системе APG III)         |  |  |  |  | ещё от 200 до 300 видов | ещё от 200 до 300 видов |
|  |                                      |  |                                                              | порядок Розоцветные                                          |                   |  |                                           |                                              | подсемейство Спирейные                       |  |  |  |                                               | род Боярышник                                 |  |  |  |  |                         |                         |
|  |                                      |  |                                                              | порядок Розоцветные                                          |                   |  |                                           |                                              | подсемейство Спирейные                       |  |  |  |                                               | род Боярышник                                 |  |  |  |  |                         |                         |
|  | отдел Цветковые, или Покрытосеменные |  |                                                              |                                                              | семейство Розовые |  |                                           |                                              | триба Pyreae                                 |  |  |  | вид Боярышник туркестанский                   |                                               |  |  |  |  |                         |                         |
|  | отдел Цветковые, или Покрытосеменные |  |                                                              |                                                              |                   |  |                                           |                                              |                                              |  |  |  |                                               |                                               |  |  |  |  |                         |                         |
|  |                                      |  | ещё 44 порядка цветковых растений (согласно Системе APG III) | ещё 44 порядка цветковых растений (согласно Системе APG III) |                   |  |                                           | ещё 8 подсемейств (согласно Системе APG III) | ещё 8 подсемейств (согласно Системе APG III) |  |  |  | ещё около 60 родов (согласно Системе APG III) | ещё около 60 родов (согласно Системе APG III) |  |  |  |  |                         |                         |
|  |                                      |  |                                                              | ещё 44 порядка цветковых растений (согласно Системе APG III) |                   |  |                                           |                                              | ещё 8 подсемейств (согласно Системе APG III) |  |  |  |                                               | ещё около 60 родов (согласно Системе APG III) |  |  |  |  |                         |                         |